# エンターファンズ
株式会社エンターファンズ（EnterFans Inc.）は、日本のエンターテインメント関連企業。ライブ配信タレント（ライバー）やVライバーの育成・マネジメントを中心に、ライブコマース、SNS運用支援、広告運用などの事業を展開している。

## 概要
2014年に設立され、ライバーやVライバーのマネジメントを軸に、ライブ配信プラットフォーム運営支援などのサービスを行う事業者である。

## 事業内容

### カーブアウト（CARVEOUT）
ライバー事務所「カーブアウト」は、ライブ配信を中心に2万人以上の所属タレントを擁すると報じられている。

### リニア（Linear）
Vライバー事務所「リニア」は1,500名以上の所属規模を誇る日本最大級の事務所として紹介されている。

### その他事業
- ライブコマース支援サービス「ショーカート」
- SNSアカウント運用支援（TikTok等）
- ECサイト運営支援
- Web制作・広告運用

## 主な活動・イベント
- 2025年6月、「Fans Award.25」をリアル開催。ライブ配信情報メディアが会場取材と受賞者インタビューを掲載[8][9]。
- 同年6月、17LIVE内で『Rolling Stone Japan』掲載権争奪戦を開催。上位入賞者は2025年11月号に特集掲載される企画であった[10]。
- 2025年7月には、所属ライバーがRakuten GirlsAward 2025 SPRING/SUMMERのスペシャルステージに出演[11]。
- 同7月、カーブアウト所属ライバーによる多数のTikTokLIVEイベントの入賞や超ロングポスター掲出など（例：「CARVEOUT CHAMP 25.Spring」掲載権獲得作品が新宿に掲載）[12]。

## 教育連携
東放学園にて「TikTokライブとライバー事務所の仕事」をテーマとした授業を開催。実際の事務所業務の内容や配信ノウハウなどを解説したと学校側で報じられている。

## 企業理念・価値観
同社公式サイトでは以下の行動指針が掲げられている（2025年閲覧）：
- まずやってみる
- 失敗から学ぶ
- 継続の力
- 愛を持って理解する

## 役員一覧
- 代表取締役：中川 拓哉
- 取締役（カーブアウト・リニア共同代表）：石井 翔
- 執行役員（カーブアウト CEO）：Souichi Onodera
- チーフマネージャー：石井 羽音
- エグゼクティブマネージャー：宇山 裕人、他[15]。

## 福利厚生・社風
求人媒体では以下の福利厚生が紹介されている：
- 社会保険完備、健康診断、通勤費支給、学習補助、服装・髪型・ネイル自由、ランチ・ドリンク無料提供などの制度あり[16]。
- 社宅補助（月額最大3万円、オフィスから6km圏内対象）、四半期査定※最大年4回の賞与、夕食補助、全社ランチ制度なども存在する[17]、[18]。
- 社内文化として、仕事相談のみならず恋愛や節約術の共有まで行う「利他の文化」があると紹介されている[19]。

## 外部評価
- 17LIVE公式パートナーインタビューにて、同社のライバー支援・キャリアサポート方針が紹介されている（2024年掲載）[20]。
- 業務効率化の取り組みとして、Yoomによるインタビュー記事が公開されている（2023年12月）[21]。